# .cz
.cz (Inglês: Czech Republic) é o código TLD (ccTLD) na Internet para a Chéquia (Tchéquia).